# Jesus kan allt förvandla
Jesus kan allt förvandla är en sång med text och musik från 1936 och 1946 av Gösta Blomberg. Kören som börjar "Han kan förvandla allt" skrevs 1936 och kompletterades 1946 med verserna.

## Publicerad i
- Frälsningsarméns sångbok 1968 som nr 54 under rubriken "Frälsning".
- Frälsningsarméns sångbok 1990 som nr 350 under rubriken "Frälsning".
- Sångboken 1998 som nr 66.